# Стежарі (Арджеш)
Стежарі (рум. Stejari) — село у повіті Арджеш в Румунії. Входить до складу комуни Бейкулешть.
Село розташоване на відстані 128 км на північний захід від Бухареста, 23 км на північний захід від Пітешть, 106 км на північний схід від Крайови, 98 км на південний захід від Брашова.

## Населення
За даними перепису населення 2002 року у селі проживали 169 осіб, усі — румуни. Усі жителі села рідною мовою назвали румунську.